# Elméleti kémia
Az elméleti kémia egy olyan tudományág, amely a kémiai jelenségek matematikai és számítógépes módszerekkel történő modellezésével foglalkozik. Alapvetően a kísérleti kémia és a fizika közötti hidat képezi, és lehetővé teszi a molekuláris és az anyagi tulajdonságok alaposabb megértését, valamint azok előrejelzését.

## Története
Az ág története az 1920-as években kezdődött, amikor a kvantummechanika megjelenése lehetővé tette a molekulák és az atomok viselkedésének leírását. Az első elméleti módszerek, mint például a kvantumkémia és a molekuláris mechanika, azon alapultak, hogy matematikai egyenletekkel írják le az elektronok és a magok kölcsönhatását. Az elméleti kémia egyre nagyobb jelentőségre tett szert az idők során, ahogy a számítógépek fejlődése lehetővé tette a bonyolultabb számítások elvégzését.
Az elméleti kémia módszerei folyamatosan fejlődtek, és a modern elméleti kémia számos területet ölel fel, többek között az elektronstruktúra számítását, a reakciókinetika modellezését, a molekuláris spektroszkópiát és a molekuláris szimulációkat. Az elméleti kémiai módszerek alkalmazása számos tudományterületen jelentős előrelépést eredményezett, például a gyógyszerkutatásban, az anyagtudományban és az iparban.

## Alapelvek és módszerek

### Alapelvei
Alapelvei a kvantummechanika és a statisztikus mechanika alkalmazására épülnek. Az elektronok viselkedését a Schrödinger-egyenletek és a kvantummechanika alapelvei alapján írják le. Ezek az egyenletek leírják az elektronok hullámfüggvényét, amely meghatározza az elektronok eloszlását a molekulában és a kötések természetét. Célja az elektronok hullámfüggvényének megoldása és az energiák, a molekulák geometriája és más tulajdonságok meghatározása. Az elméleti kémia másik területe a molekuláris dinamika szimulációja, amely a molekulák mozgásának és reakcióinak modellezésére szolgál.

### Módszerei
A módszerei nagyban függenek a számítógépes technológiák fejlődésétől. A számítógépek lehetővé teszik a bonyolultabb matematikai számítások elvégzését, amelyek révén pontosabb és részletesebb képet kaphatunk a molekuláris rendszerek viselkedéséről.

## Alkalmazások

### Fő alkalmazása

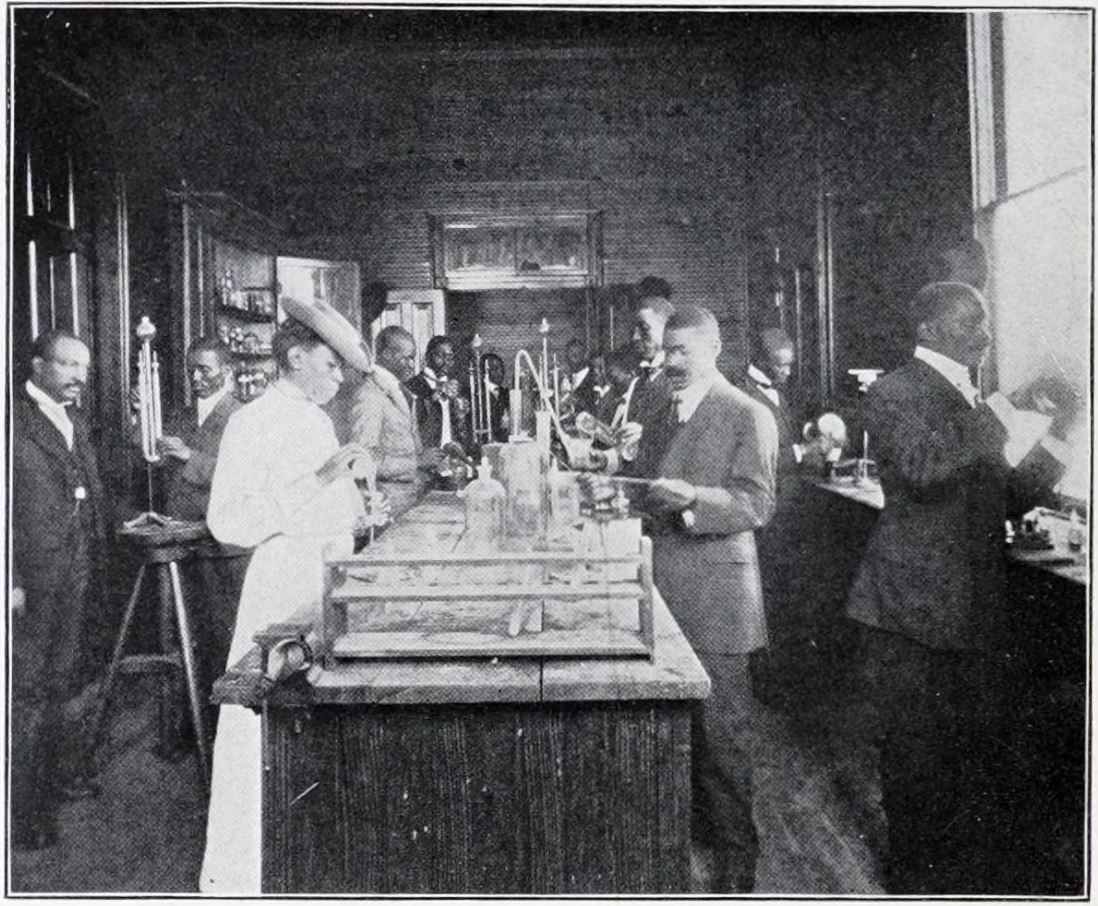
Kémia óra, Alcorn kollégium

Az elméleti kémia alkalmazása számos területen kiemelkedő eredményekhez vezetett. Az egyik fontos alkalmazási terület a gyógyszerkutatás, ahol az elméleti kémiai módszerek segítségével modellezhetjük a gyógyszer-molekulák kölcsönhatásait és előre jelezhetjük a molekulák biológiai aktivitását. Ez a megközelítés hozzájárulhat új gyógyszerek felfedezéséhez és a gyógyszerfejlesztés hatékonyságának javításához.

### Anyagtudomány
Az anyagtudomány egy másik terület, ahol az elméleti kémia jelentős szerepet játszik. Az elméleti módszerek lehetővé teszik a különböző anyagok fizikai és kémiai tulajdonságainak előrejelzését, például a szilárdtestek szerkezetét és az elektronikus tulajdonságokat. Ez segíthet az új anyagok tervezésében és a meglévő anyagok tulajdonságainak javításában.

### Egyéb az alkalmazásokkal kapcsolatban
Az elméleti kémia alkalmazása kiterjed más területekre is, mint például az atmoszférikus kémia, a környezetkémia és a katalízis. Az elméleti módszerek fontos eszközök lehetnek az anyagok és a reakciók tulajdonságainak megértésében és optimalizálásában.